# Mediatext
Mediatext – handlowa nazwa teletekstu nadawanego wraz z sygnałem Tele 5 i Polonia 1.
Teletekst powstał 24 czerwca 2004. Początkowo nosił nazwę Videotel.
1 stycznia 2013 roku nadawca kanałów zaprzestał emisji teletekstu.

## Lista teletekstów

### 2012
- Tele 5 – Mediatext 5
- Polonia 1 – Mediatext 1

### 2004
- Tele 5 – Videotel 5
- Polonia 1 – Videotel 1